# Tomas Cabreira junior
Tomás Cabreira Júnior (* 1891 in Portugal; † 9. Januar 1911 in Lissabon, Portugal) war ein portugiesischer dilettantischer Autor. Berühmt wurde er durch seine intime Freundschaft zu Mário de Sá-Carneiro und sein tragisches Leben. Sein Leben steht exemplarisch für die Problematik von Sensibilität im Portugal um die Jahrhundertwende.

## Leben und Wirken
Tomás Cabreira junior entstammte alter algarvischer Aristokratie. Sein Vater war der bekannte Politiker, Freimaurer, ehemalige Finanzminister, Militär und Autor Tomas Cabreira senior (1865–1918). Er war das einzige Kind und unehelich gezeugt. Während seine Stiefmutter früh verstarb, verwahrloste der Junge, da sein Vater an ihm kein Interesse hatte und sich nicht an der Erziehung beteiligte. Faktisch wurde der Junge durch einen Diener erzogen.
Cabreira wird als hypersensibel beschrieben. Er war kurzsichtig, klein, unnatürlich scheu und homosexuell. Der schwächliche Junge fand nur in dem dicken und sensiblen Mário de Sá-Carneiro einen treuen Freund und Intimus, mit dem er oft stundenlang über Literatur und Kunst diskutierte. Er wollte eigentlich Dichter und Schauspieler werden, doch der Vater hatte andere Pläne mit dem Jungen. Als die amourösen Leidenschaften zu Mitschülern vom Vater entdeckt wurden, wurde er stark sanktioniert, was sein Leben zusätzlich erschwerte. Cabreira besuchte seit 1905 das  Liceu São Domingos in Lissabon, wo er sich in einer Pause aus Verzweiflung über sein Leben erschoss. Vorher hatte er sein gesamtes literarisches Werk verbrannt. Mário de Sá-Carneiro lief nach der Todesnachricht durch die ganze Schule und schrie, dass Tomás tot sei, in jede Klasse rein.
Zusammen mit Sá-Carneiro hatte er das drei Akte umfassende Stück Amizade (Freundschaft) geschrieben, dass sogar im Teatro do Clube Estefania am 23. März 1912 uraufgeführt wurde; zu diesem Zeitpunkt war Co-Autor Cabreira bereits tot. Ebenfalls im Jahre 1912 erschien das Werk auch als Buch. Es blieb das einzige veröffentlichte Werk von Cabreira. Der einzige Titel eines Werkes von Cabreira, das vernichtet wurde und trotzdem überliefert blieb, war Musmé, das nur Mário de Sá-Carneiro gelesen hatte und ein Theaterstück war.
Aufgrund des Todes von Cabreira begann Sá-Carneiro mit dem Verfassen von Lyrik und eines seiner ersten Gedichte war dem toten Freund gewidmet und trug den Titel A um Suicida, 1911.
Versöhnlich schrieb der Onkel Anónio Cabreira eine Biographie über das traurige und tragische Leben seines Neffen; eine der ersten Biographien prominenter Homosexueller in Portugal überhaupt, mit dem Titel Através da Vida e através da Morte, 1920 (Jenseits des Lebens und jenseits des Todes).